# Schefflera kontumensis
Schefflera kontumensis är en araliaväxtart som beskrevs av Bui. Schefflera kontumensis ingår i släktet Schefflera och familjen araliaväxter. IUCN kategoriserar arten globalt som starkt hotad.
Artens utbredningsområde är Vietnam. Inga underarter finns listade.